# Grand-Bassam (departamento)
Grand-Bassam es un departamento de la región de Sud-Comoé, Costa de Marfil. En mayo de 2014 tenía una población censada de 179 063 habitantes.
Se encuentra ubicado al sureste del país, junto al golfo de Guinea, el río Komoé y la frontera con Ghana.